# 11548 Jerrylewis
11548 Jerrylewis este un asteroid din centura principală de asteroizi.

## Descriere
11548 Jerrylewis este un asteroid din centura principală de asteroizi. A fost descoperit pe 25 noiembrie 1992 la Observatorul Palomar de Carolyn S. Shoemaker și David H. Levy. Asteroidul prezintă o orbită caracterizată de o semiaxă mare de 2,46 ua, o excentricitate de 0,23 și o înclinație de 24,4° în raport cu ecliptica.